# La Nueva Izquierda

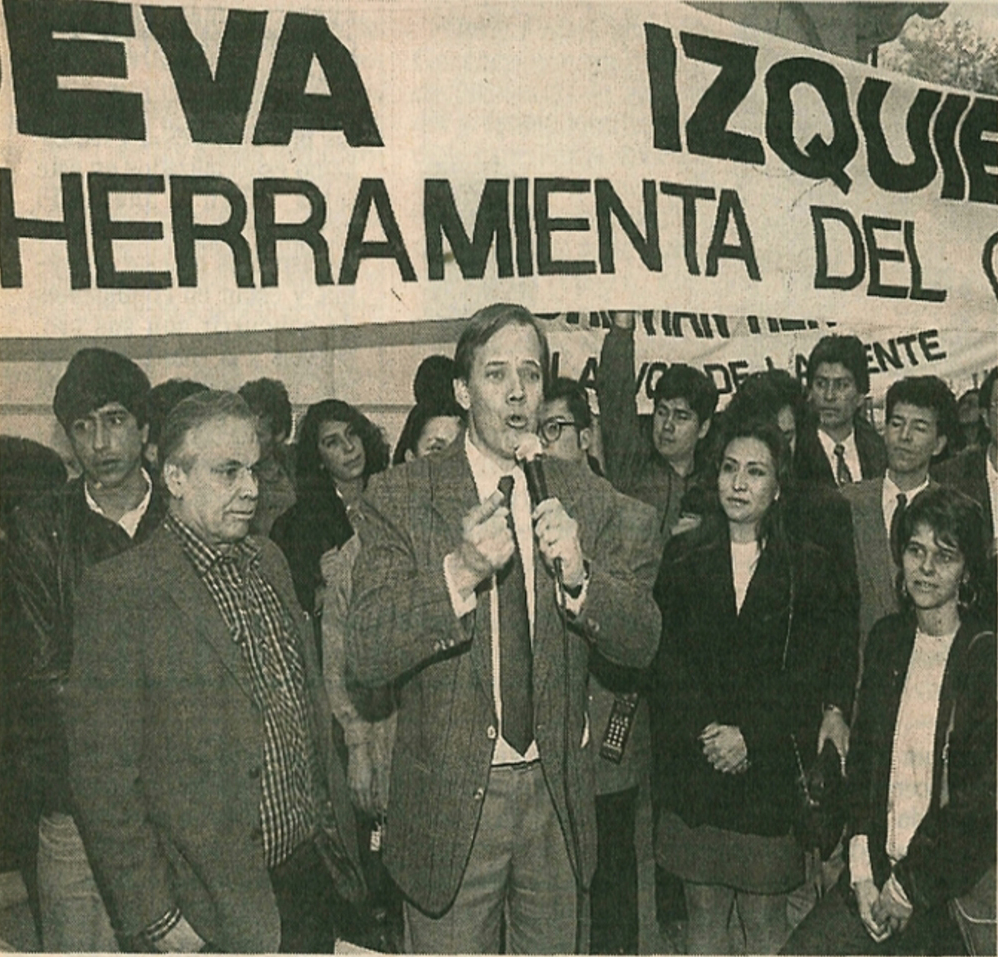
Constitución de "La Nueva Izquierda", con su candidato presidencial Cristián Reitze.

La Nueva Izquierda fue una coalición electoral chilena, conformada por el Partido Alianza Humanista Verde (AHV), el partido Movimiento Ecologista (ECO), e independientes de izquierda, para las elecciones presidencial y parlamentarias de 1993. 
Para la elección presidencial, el pacto presentó a Cristián Reitze (AHV), mientras que el ECO decidió llevar a su propio candidato, el economista Manfred Max Neef. Reitze quedó en último lugar en la elección presidencial, con un 1.17% de las preferencias, mientras que Max Neef alcanzó un 5,55%.
En la elección parlamentaria el pacto incluyó al ECO, sin embargo esto no mejoró el panorama para la alianza, pues no obtuvieron ni diputados ni senadores electos, tras lo cual la coalición terminó y la Alianza Humanista Verde volvió a denominarse Partido Humanista de Chile en 1995.

## Historial electoral

### Diputados
- Elecciones parlamentarias de 1993

| Lista | Lista                           | Número de votos | Porcentaje | Candidatos | Diputados |
| C.    | La Nueva Izquierda              | 96.195          | 1,43%      | 48         | 0         |
|       | Partido Alianza Humanista-Verde | 67.733          | 1,01%      | 31         | 0         |
|       | Movimiento Ecologista           | 2.215           | 0,03%      | 1          | 0         |
|       | Independientes Lista C          | 26.247          | 0,39%      | 16         | 0         |

### Senadores
- Elecciones parlamentarias de 1993

| Lista | Lista                           | Número de votos | Porcentaje | Candidatos | Senadores |
| C.    | La Nueva Izquierda              | 12.268          | 0,66%      | 4          | 0         |
|       | Partido Alianza Humanista-Verde | 8.528           | 0,46%      | 3          | 0         |
|       | Independientes Lista C          | 3.740           | 0,20%      | 1          | 0         |